# Elecciones parlamentarias de Islandia de 1987
Las elecciones parlamentarias de Islandia de 1987 se celebraron el 25 de abril de ese mismo año. El Partido de la Independencia permaneció como el partido con mayores escaños en la Cámara Baja del Alþingi, obteniendo 12 de los 42 escaños.

## Reforma electoral
Previo a las elecciones, se añadieron 3 escaños extras al Alþingi, por el distrito de Reykjavik, uno para la Cámara Alta, y otro para la Cámara Baja. La cuota Hare reemplazó el Sistema D'Hondt en los distritos electorales de múltiples miembros, a pesar de que D'Hont aun se utilizaba en los escaños compensatorios.

## Resultados
| Partidos                              | Votos   | %    | Cámara Baja | Cámara Baja | Cámara Alta | Cámara Alta |
| Partidos                              | Votos   | %    | Escaños     | +/–         | Escaños     | +/–         |
| ------------------------------------- | ------- | ---- | ----------- | ----------- | ----------- | ----------- |
| Partido de la independencia           | 41.490  | 27.2 | 12          | –3          | 6           | –2          |
| Partido Progresista                   | 28.902  | 18.9 | 8           | –2          | 5           | +1          |
| Partido Socialdemócrata               | 23.265  | 15.2 | 7           | +3          | 3           | +1          |
| Alianza del Pueblo                    | 20.387  | 13.3 | 5           | –2          | 3           | 0           |
| Movimiento de los Ciudadanos          | 16.588  | 10.9 | 5           | Nuevo       | 2           | Nuevo       |
| Lista de las Mujeres                  | 15.470  | 10.1 | 4           | +2          | 2           | +1          |
| Partido Humanista                     | 2,434   | 1.6  | 0           | Nuevo       | 0           | Nuevo       |
| Partido nacional                      | 2.047   | 1.3  | 0           | Nuevo       | 0           | Nuevo       |
| Asociación por la Justicia e Igualdad | 1.893   | 1.2  | 1           | Nuevo       | 0           | Nuevo       |
| Alianza de los Socialdemócratas       | 246     | 0.2  | 0           | –2          | 0           | –2          |
| Votos en blanco/nulos                 | 1.716   | –    | –           | –           | –           | –           |
| Total                                 | 154.438 | 100  | 42          | +2          | 21          | +1          |
| Participación electoral               | 171.402 | 90.1 | –           | –           | –           | –           |
| Fuente: Nohlen & Stöver               |         |      |             |             |             |             |